# ماري كاندر
ماري كاندر (بالسويدية: Mare Kandre)‏ (27 مايو 1962- 24 مارس 2005) كاتبة سويدية من أصل استوني.

## روابط خارجية
- ماري كاندر على موقع IMDb (الإنجليزية)
- ماري كاندر على موقع ديسكوغز (الإنجليزية)